# Wai Wai Nu
Wai Wai Nu (em birmanês:  ဝေဝေနု; nascida em 1987, em Myanmar) é uma ativista birmanesa que defende os direitos e a igualdade de todas as pessoas em Myanmar, incluindo o grupo étnico Ruainga. Ela foi listada como uma das 100 mulheres da BBC em 2014. Em 2017, ela foi nomeada uma das líderes da próxima geração pela revista Time.

## Biografia
Wai Wai Nu nasceu em 1987, na cidade de Buthidaung, no estado de Arracão, em Myanmar, filho de pais do grupo étnico Ruainga. Ela cresceu em sua cidade natal. Sua família mudou-se para Rangum em 1993, por causa do ativismo político de seu pai, Kyaw Min, que lutou continuamente pelos direitos trabalhistas e foi perseguido pela junta. Wai Wai Nu foi admitida na Universidade de Rangum Oriental para estudar Direito, aos 16 anos.

## Prisão
Em 2005, quando Wai Wai Nu tinha 18 anos, seus pais e todos os filhos foram presos. Ela estava no segundo ano da Faculdade de Direito na Universidade de Rangum Oriental. Seu pai havia sido eleito membro do Parlamento como parte da Liga Nacional para a Democracia (NLD) nas eleições gerais de 1990, mas a junta militar se recusou a reconhecer a eleição por ele ser membro de um partido da oposição. De acordo com o New York Times, "Pelo menos 400 membros da Liga [Nacional pela Democracia] foram presos em 1990" logo após vencer a eleição. Não está claro por que U Kyaw Min, pai de Wai Wai Nu, não foi preso em 1990 junto com os cerca de quatrocentos membros da Liga Nacional pela Democracia e muitos outros ativistas pela democracia que foram presos após as eleições gerais de 1990. Apenas em 2005 (quinze anos após a eleição de 1990) Wai Wai Nu e sua família foram presos. Mesmo ano em que o general Khin Nyunt, "Príncipe Maligno" da Birmânia, foi condenado a 44 anos de prisão após deixar o poder. A família não tinha representação legal e o juiz não fez anotações durante o julgamento. Embora em alguns artigos seja afirmado que seus pais e irmãos, junto com Wai Wai Nu, foram condenados por violar a lei de imigração considerada uma ameaça ao estado, em outras entrevistas seu pai afirmou que foi acusado de "sedição". Ela foi condenada a 17 anos na Prisão de Insein, em Rangum; ela foi mantida em uma grande sala junto com sua irmã e sua mãe, enquanto seu pai recebeu uma sentença de 47 anos em confinamento solitário, e seu irmão foi enviado para uma prisão separada. Enquanto estava na prisão, Wai Wai Nu falou com mulheres presas com ela e aprendeu suas histórias, mais tarde chamando sua prisão de "educação para a vida". Toda a família foi libertada em janeiro de 2012, quando ela tinha 25 anos, depois que o presidente Thein Sein declarou anistia. A irmã dela contraiu hepatite C e o pai desenvolveu um problema cardíaco devido às más condições da prisão.

## Ativismo e educação
Wai Wai Nu obteve seu diploma de direito continuando seus estudos na Universidade de Rangum Oriental. Ela então se matriculou em um programa de educação política de um ano organizado pelo Conselho Britânico. Ela também foi para outros treinamentos políticos.
Wai Wai Nu fundou duas ONGs - Women's Peace Network-Arakan e Justice for Women. Por meio da Women's Peace Network, ela se concentra na construção da paz em Myanmar para todas as pessoas de qualquer gênero, etnia e religião. Justice for Women é uma rede de advogadas que fornecem assistência jurídica para mulheres carentes. Wai Wai Nu educa as mulheres sobre questões relacionadas ao abuso, como violência doméstica e assédio sexual. Wai Wai Nu lançou uma campanha de sucesso no Twitter chamada "#MyFriend", que visava mostrar amizades entre diversos indivíduos para promover a tolerância.
Wai Wai Nu também falou em muitas organizações. Em 2017, ela falou no Fórum da Liberdade de Oslo, capital da Noruega. Ela também advogou nas Nações Unidas sobre a situação dos direitos humanos em Myanmar. Wai Wai Nu foi convidada várias vezes para a Casa Branca dos Estados Unidos e para o Congresso dos Estados Unidos.
Em 2018, Wai Wai Nu obteve seu título de Mestre em Direito pela Universidade da Califórnia, em Berkeley, nos Estados Unidos.

## Honras e prêmios
- 2014 *- Prêmio N-Peace.[13]
- 2015 - Lista das 100 maiores pensadoras globais, pela revista Foreign Policy.[3][5][14]
- 2015 - Participou da aula inaugural de um programa de treinamento para jovens líderes realizado no Centro Presidencial George W. Bush . O programa, denominado Fórum Liberdade e Liderança, tinha como foco o treinamento para a transição democrática.[3][12]
- 2016 - Lista das 100 mulheres inspiradoras da Salt and Diageo pela Salt Magazine.[15]
- 2017 - Lista das líderes da próxima geração pela revista Time.[1]
- 2018 - Prêmio Hillary Clinton, da Universidade de Georgetown.[16]
- 2019 - Bolsista da Fundação Obama na Universidade de Columbia.[17]
- 2020 - Selecionada como Genocide Prevention Fellow, pelo Museu Memorial do Holocausto dos Estados Unidos.[18]
- 2021 - Prêmio de Democracia da Cidade de Atenas da The Democracy &amp; Culture Foundation.[19]